# Cerkiew Opieki Matki Bożej w Czyżewiczach
Cerkiew pod wezwaniem Opieki Matki Bożej – zabytkowa prawosławna cerkiew parafialna w Czyżewiczach, w dekanacie soligorskim eparchii słuckiej Egzarchatu Białoruskiego Patriarchatu Moskiewskiego.

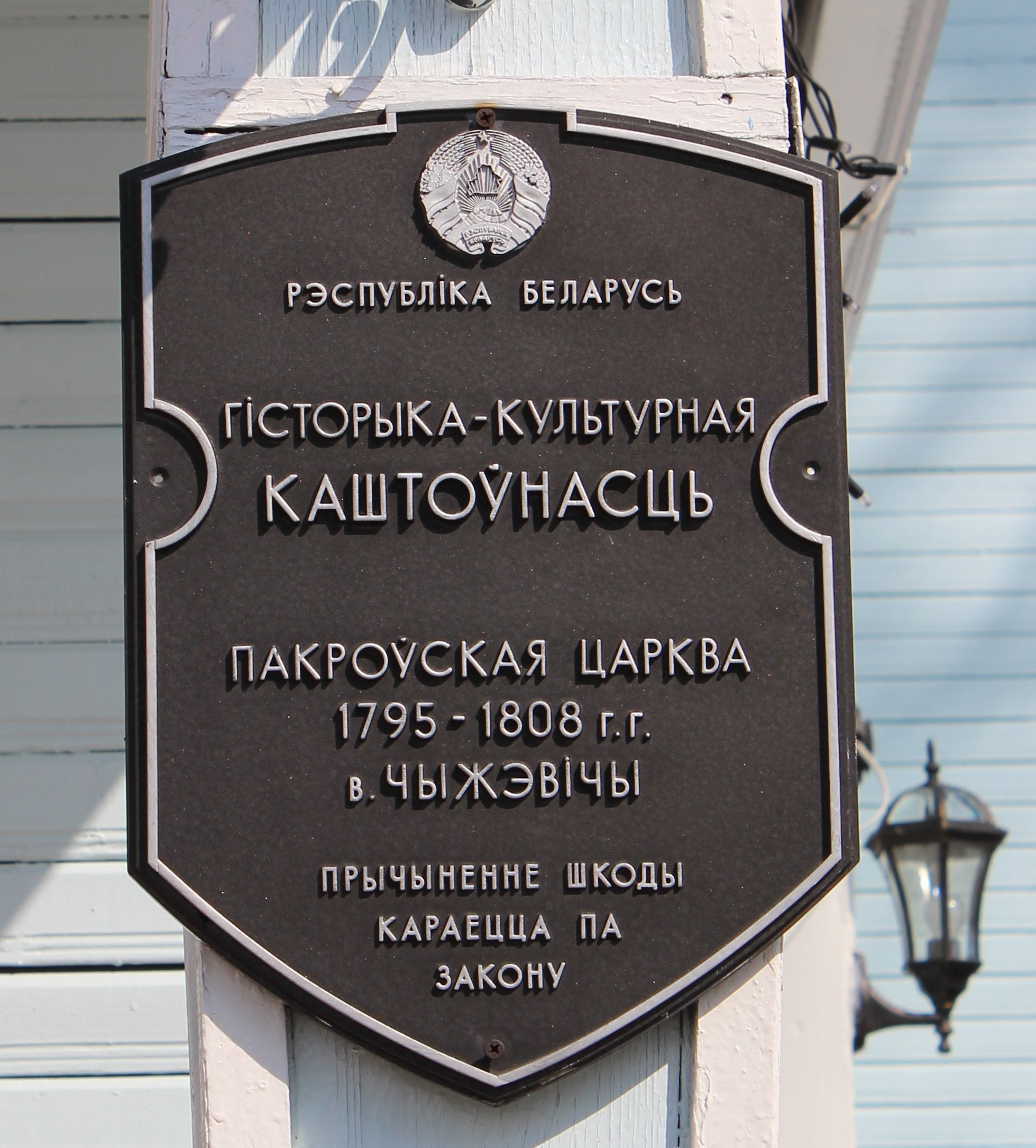
Tabliczka „Zabytek” na cerkwi

## Historia
Świątynia została wzniesiona w latach 1795–1808. Zamknięta przez władze radzieckie w 1934 r. i zamieniona na magazyn zbożowy. Przywrócona do użytku liturgicznego w 1948 r. Remontowana w 1988 r.

## Architektura
Budowla drewniana, trójdzielna. Od frontu czterokondygnacyjna 27-metrowa wieża-dzwonnica (dwie niższe kondygnacje czworoboczne, dwie wyższe – ośmioboczne), zwieńczona hełmem z kopułką. Nad częścią nawową dwukondygnacyjny bęben, zwieńczony dachem namiotowym z kopułką. Prezbiterium w formie pięciobocznej apsydy, z dwiema bocznymi zakrystiami. Wejście główne poprzedzone gankiem z trójkątnym frontonem wspartym na czterech słupach. Wejścia boczne poprzedzone mniejszymi gankami.

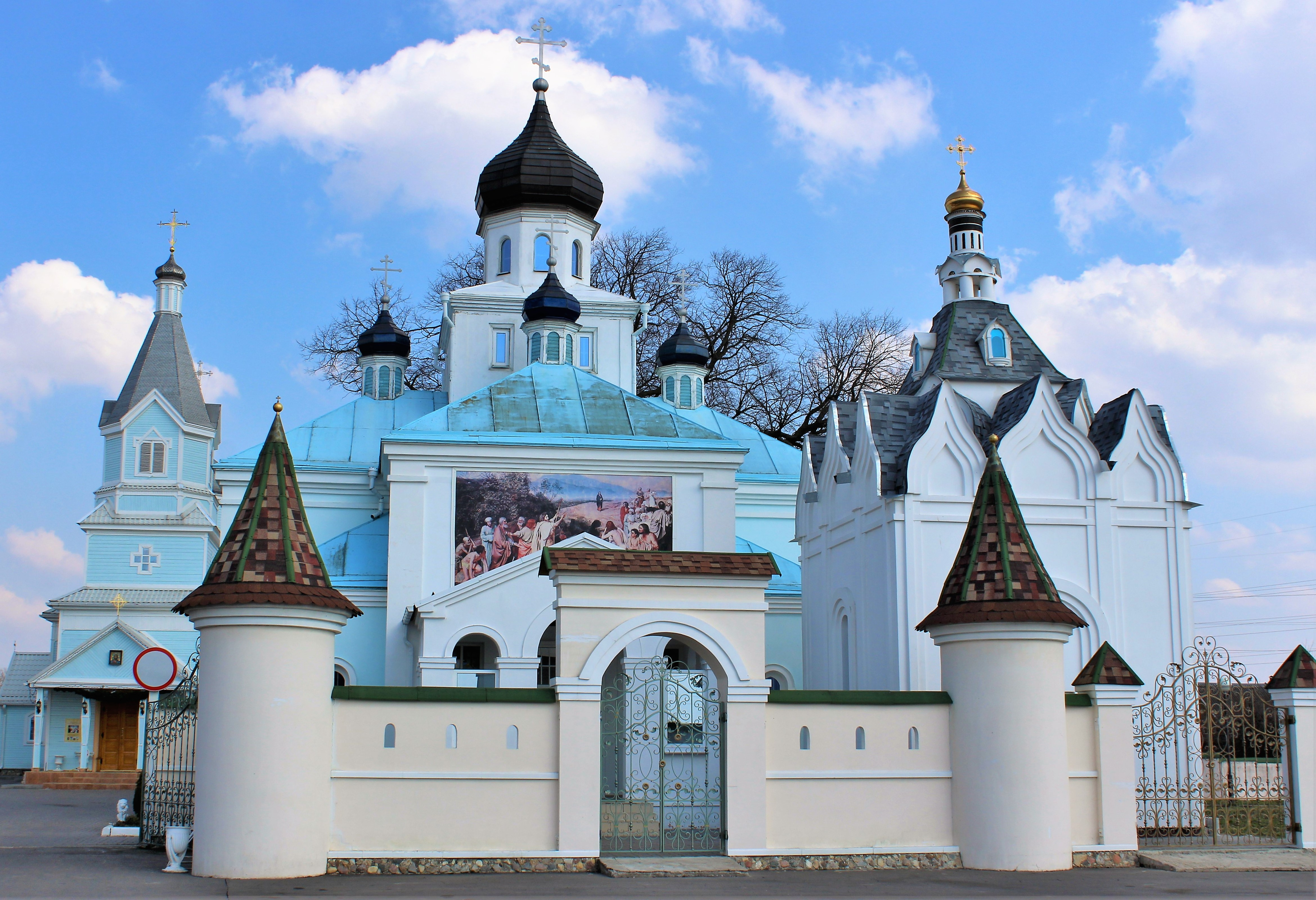
Zespół czyżewickich cerkwi: po prawej kaplica Objawienia Pańskiego, w środku cerkiew św. Jana Chrzciciela, w głębi po lewej cerkiew Opieki Matki Bożej